# マークII地雷

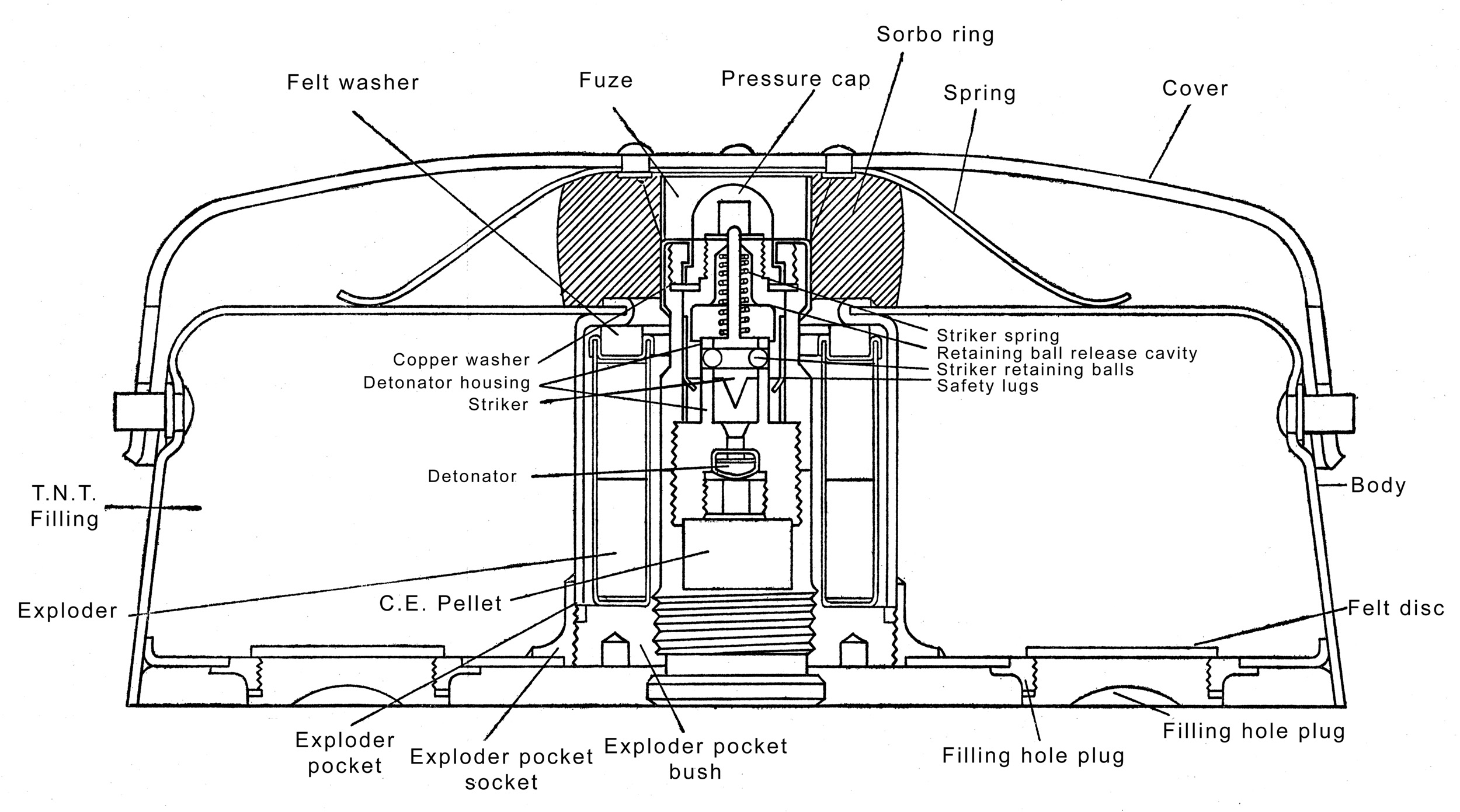
マークII対戦車地雷の構造図。斜線部はスポンジゴムのリングが内蔵されている。

マークII地雷（まーくツーじらい）またはA./T. Mine G.S. Mk IIとは、第二次世界大戦中に投入されたイギリスの対戦車地雷である。
弾体は直径約18cm、全高5cmになっている。この地雷は、中央に地雷の下部まで通る信管孔が設けられ、信管孔の周囲の空間に充填された主炸薬はTNT1.8kgである。この地雷には薄い真鍮のカバーが取付けられ、感圧板として働く。真鍮製カバーは、4枚のリーフスプリングによって本体上部に取付けられている。スポンジゴム製のリングがカバーと本体の間に装着されており、衝撃と爆風を吸収した。これは誘爆を抑え、60cmの近さに地雷同士を敷設することが可能になった。通常、最小の安全距離はおよそ1.5mだった。
地雷のカバーに充分な圧力を加えると、カバーが下方へと押し下げられ、信管の感圧キャップまで達する。この下方への圧力が、撃針を取り囲む機構を強制的に押し下げ、撃針保持ボールが空隙と向かい合う。保持ボールは脇に追いやられ、撃針が解放されてC.E.ペレットを起爆させる。起爆薬が点火し、それから主炸薬が爆発する。
本地雷の炸薬量は比較的少量であり、戦争終了時にはほぼ退役させられたようである。代替はさらに大型のMk V地雷により進められた。しかし、エル・アラメインの戦いでは、この地雷が大量に投入されている。

## 諸元
- 直径：19.05cm
- 全高：カバー込みで8.25cm
- 全重：3.85kg
- 作動圧力：1.56kN
- 主炸薬：TNT1.8kg、またはバラトール